# Армія «Помор'я»
Армія «Помор'я» (пол. Armia "Pomorze") — одна з армій Війська Польського під час Оборонної війни у Польщі в 1939 році.